# Alexandru Bârlădeanu
Alexandru Bârlădeanu (ur. 25 stycznia 1911 w Komracie, zm. 13 listopada 1997 w Bukareszcie) – rumuński polityk, działacz komunistyczny, parlamentarzysta, wicepremier i minister, w latach 1990–1992 przewodniczący Senatu.

## Życiorys
W latach 1929–1931 uczęszczał na kursy na stołecznej politechnice. W 1937 ukończył ekonomię polityczną na wydziale prawa w Jassach, gdzie również doktoryzował się w 1940. Kształcił się później także w Moskwie i Kiszyniowie. Od 1928 pracował w szkolnictwie, był nauczycielem w Jassach, później został nauczycielem akademickim na macierzystej uczelni. W latach 30. zaczął działać w organizacjach związanych z komunistami, pisywał do związanego z tym środowiskiem czasopisma „Manifest” i kierował powiązaną z nimi organizacją studencką. W 1940 przebywał na wakacjach w Besarabii, która została zajęta przez ZSRR. Zdecydował się pozostać tam, uzyskując radzieckie obywatelstwo. Od 1943 formalnie członek Rumuńskiej Partii Komunistycznej, część źródeł jako wskazywała jednak 1935 jako rok wstąpienia do partii. Również od 1943 przebywał w Moskwie, należał do Komunistycznej Partii Związku Radzieckiego. Zajmował się działalnością publicystyczną, jak też indoktrynacją rumuńskich jeńców wojennych.
W 1946 powrócił do Rumunii, od 1949 był profesorem w Akademii Studiów Ekonomicznych w Bukareszcie, kierował katedrą ekonomii politycznej. W 1955 został członkiem Academia Română, nie mając w swoim dorobku istotnych publikacji naukowych. Zajmował się jednak głównie działalnością partyjną, pracował w sekcji ekonomicznej komitetu centralnego partii komunistycznej, stał się jednym z jej głównych ideologów. Od 1955 do 1969 był członkiem komitetu centralnego, pełnił funkcje zastępcy członka biura politycznego (1962–1965), członka biura politycznego (1965) i członka politycznego komitetu wykonawczego (1965–1969). Od 1946 do 1975 zasiadał w rumuńskim parlamencie. Był sekretarzem generalnych ministerstwa gospodarki (1946–1947) oraz ministerstwa przemysłu i handlu (1947–1948), a następnie wiceministrem w drugim z tych resortów (1948). Zajmował stanowiska ministra handlu zagranicznego (1948–1954), wiceprzewodniczącego (1954) i przewodniczącego (1955–1956) państwowego komitetu planowania, wicepremiera do spraw gospodarczych (1955–1965, 1967–1969), pierwszego wicepremiera (1965–1967), przedstawiciela Rumunii w RWPG (1955–1966) i przewodniczącego krajowej rady badań naukowych (1967–1968).
W trakcie pełnienia ostatniej z tych funkcji popadł w konflikt z Eleną Ceaușescu. Pod koniec lat 60. ustąpił ze stanowisk partyjnych i rządowych. W marcu 1989 znalazł się wśród sześciu byłych prominentnych komunistów, którzy opublikowali Scrisoarea celor șase, list do Nicolae Ceaușescu wzywający do podjęcia reform. W konsekwencji wykluczono go z PCR i osadzono w areszcie domowym.
W grudniu 1989 dołączył do Frontu Ocalenia Narodowego, wchodząc w skład jego kierownictwa. W latach 1990–1992 wykonywał mandat senatora, pełnił wówczas funkcję przewodniczącego Senatu.